# Ansgar Brinkmann
Pour les articles homonymes, voir Brinkmann.
Ansgar Brinkmann, né le 5 juillet 1969 à Vechta, est un joueur de football allemand.

## Carrière et réputation du joueur
Dans sa carrière professionnelle, Ansgar Brinkmann a changé d'équipe 15 fois et a refusé de nombreux contrats bien payés en choisissant plutôt de jouer dans des ligues inférieures. Il était appelé "le Brésilien blanc" par les médias et ses fans grâce à sa technique bien développée qu'il a appris en jouant dans les rues quand il était petit. Hors de sa carrière sportive, Ansgar Brinkmann fut connu pour ses escapades criminelles, y inclus plusieurs bagarres dans des bars et une forte consommation d'alcool. C'est pour cette raison que l'on appelait Ansgar Brinkmann l'enfant terrible du football allemand et un certain culte s'est développé autour de lui.
Aujourd'hui, Ansgar Brinkmann a terminé sa carrière avec un match des adieux qui avait lieu le 27 mars 2009 et travaille comme scout pour une agence de sport à Cologne et fait des examens afin de devenir un entraineur professionnel.
Au mois de mai 2012, Ansgar Brinkmann faisait son comeback dans la neuvième ligue allemande pour le TSV Juist. Il s'agit de la seizième équipe différente pour laquelle il joue. Un ami et coéquipier qu'il avait connu durant un de ses passages à Osnabrück a créé le contact entre le joueur retraité et l'équipe principale de l'île de Juist dans le nord-ouest de l'Allemagne. Durant son premier match qui avait commencé avec trente minutes de retard à cause d'un grand nombre imprévu de spectateurs, Ansgar Brinkmann a marqué le premier but, mais il s'est blessé peu de temps après. Ce match reste son seul avec l'équipe. L'année suivante, le joueur se fait démarquer par une action semblable lorsqu'il joue deux matchs complets pour le SV BW Lüsche.

## Informations personnelles
Ansgar Brinkmann est le plus jeune de sept enfants d'une famille de classe moyenne de Vechta. À l'âge de 15 ans, il est découvert par des scouts de l'équipe du KFC Uerdingen 05. Depuis cette époque, il mène une vie de nomade en ayant changé d'équipe de nombreuses fois à la suite de son caractère difficile et de sa vie libre et sauvage.
La phrase "Je serai dans mon bar standard jusqu'à cinq heures du matin" sur son répondeur est devenue légendaire.
Il est l'ami du joueur de handball allemand Stefan Kretzschmar  qu'il a connu durant un party et qui a également participé au match des adieux d'Ansgar Brinkmann.
Aujourd'hui, Ansgar Brinkmann reconnaît avoir commis des fautes dans sa carrière sportive l'empêchant de mener une grande carrière à cause de ses escapades et son comportement particulièrement difficile. Il dit qu'il aurait dû être plus diplomatique.
Ansgar Brinkmann a une petite amie stable qui a fait ses études à Münster.
Le 14 avril 2011, sa biographie officielle avec une panoplie d'anecdotes a été publiée par la maison d'édition Delius Klasing. Une bonne partie du livre a été rédigée par le journaliste de sport Bastian Henrichs.